# Radechov (Jizerská tabule)
Radechov (392 m n. m.) je vrch v okrese Mladá Boleslav Středočeského kraje, 2,5 km jihozápadně od obce Dolní Krupá, do jejíhož katastrálního území náleží. V horních partiích vrchu leží přírodní památka Velký Radechov.

## Popis

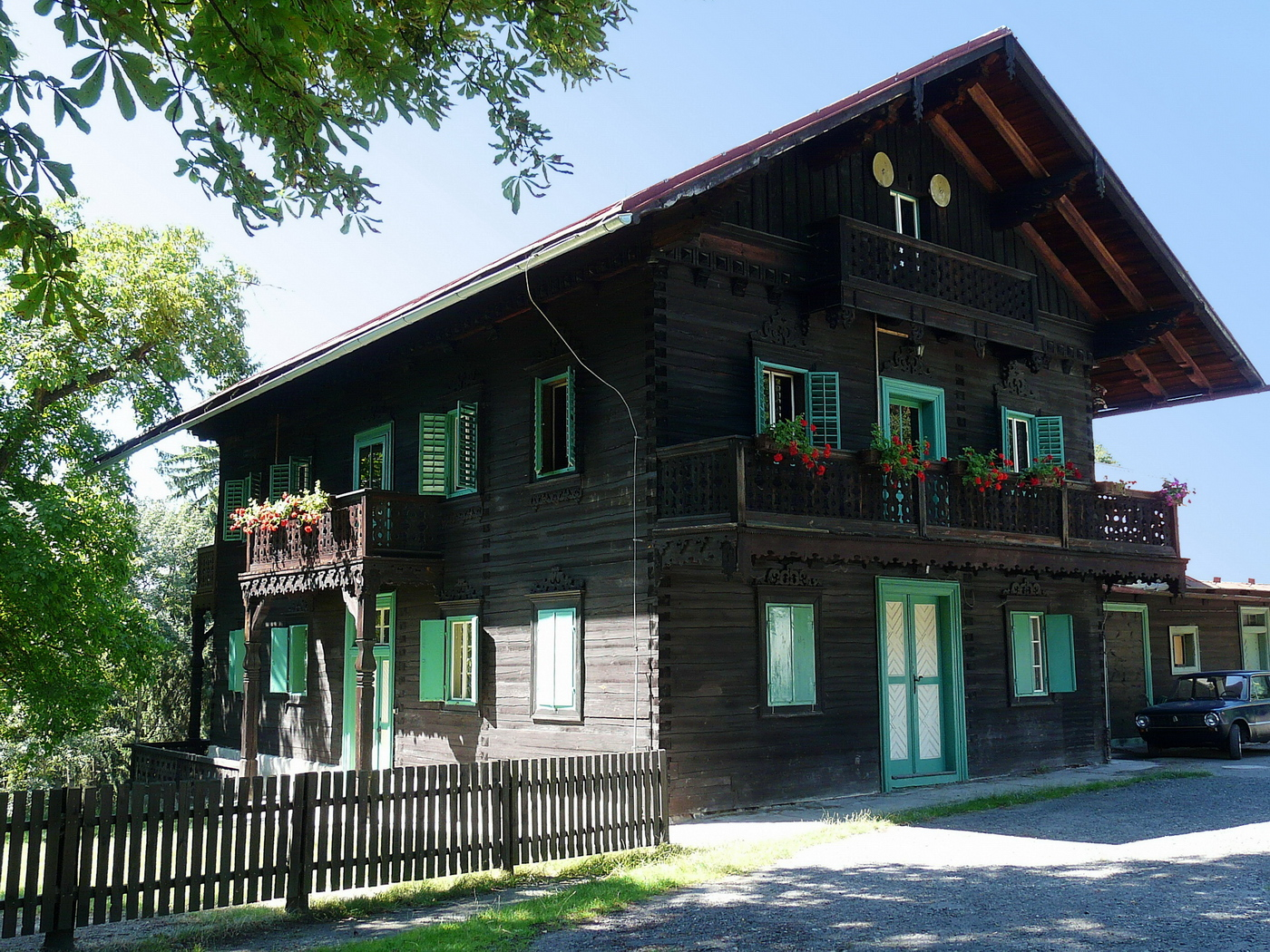
Myslivna na Radechově

Vrch je druhým nejvyšším bodem okresu Mladá Boleslav po vrchu Mužský. Tvoří ho dva vrcholy, vzdálené od sebe asi 270 m, přičemž jižní vrchol je ten vyšší. Významným krajinným prvkem vrchu je též Klempířova rokle s obnaženými pískovcovými skalkami. Kolem vrchu vede okružní cesta, víceméně ohraničující území přírodní památky. Na okružní cestě v jižní části stojí původně lovecký zámeček z poloviny 19. století postavený v tyrolském stylu, v moderní době obývaná roubená myslivna Radechov.
V horních partiích rostou květnaté a kyselomilné bučiny, po obvodu borové porosty. Z kopce není žádný rozhled, výhled na hrad Bezděz již zarostl. Menší neovulkanické vrchy se nalézají i v blízkém okolí, např. 1,5 km severozápadně leží Malý Radechov (357 m n. m.) či 2,2 km jihovýchodně Kozí hřbet (306 m n. m.).[nenalezeno v uvedeném zdroji]

## Geomorfologické členění
Vrch spadá do celku Jizerská tabule, podcelku Středojizerská tabule, okrsku Bělská tabule a podokrsku Radechovská pahorkatina.

## Přístup
Automobilem lze po silnici Bělá pod Bezdězem – Dolní Krupá přijet ke zpevněné odbočce, odtud pokračovat pěšky na okružní cestu či na vrcholy.